# Тринадцать (фильм, 1936)

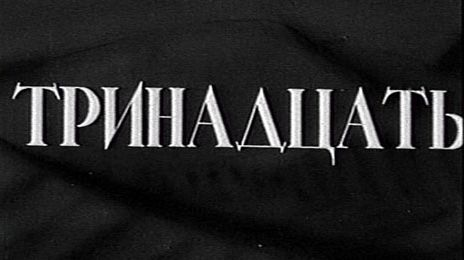
Титры фильма

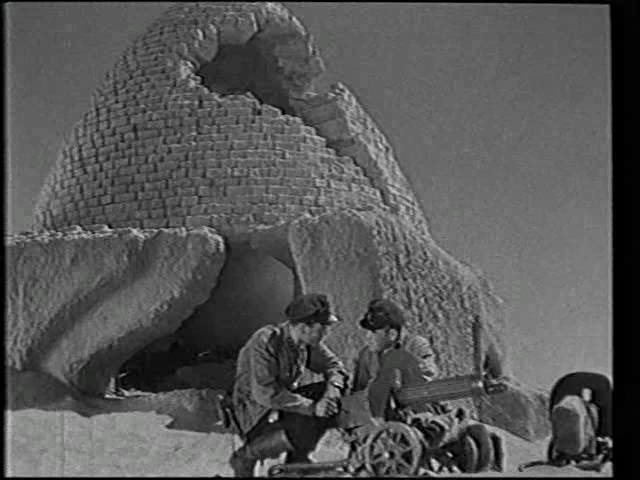
Кадр из фильма

«Трина́дцать» — советский художественный фильм 1936 года в жанре истерн режиссёра Михаила Ромма. Первая полнометражная работа Ромма, которая принесла ему широкую известность.

## Сюжет
Средняя Азия. Десять демобилизованных красноармейцев на лошадях следуют по пустыне с дальней погранзаставы до железной дороги, откуда должны уехать обратно в гражданскую жизнь. С ними ещё три человека: командир погранзаставы Журавлёв с женой Марьей Николаевной, которые следуют в отпуск, и старик-геолог. Сбившись с пути из-за песчанной бури, в пустыне они находят колодец и спрятанные пулемёты — базу басмача Ширмат-хана, которого Красная армия не может обезвредить уже целый год. Отправив одного бойца за подмогой, остальные остаются, чтобы удержать басмачей.
В колодце, впрочем, почти нет воды, но красноармейцы тщательно скрывают это от подошедших басмачей. Бандиты сильно страдают от жажды и предпринимают яростные атаки в попытке добраться до колодца. В неравном бою гибнут почти все защитники колодца, кроме одного, но врагов захватывает подоспевшая в последний момент красная конница.

## В ролях
- Иван Новосельцев — Журавлёв, командир отряда
- Елена Кузьмина — Марья Николаевна, жена Журавлёва
- Александр Чистяков — Александр Петрович Постников, профессор-геолог
- Андрей Файт — Скуратов, белогвардейский подполковник
- Иван Кузнецов — Юсуф Акчурин
- Алексей Долинин — Алексей Тимошкин
- Пётр Масоха — Свириденко
- Иван Юдин — Петров (в титрах П. Юдин)
- Дмитрий Зольц — Митя Левкоев
- Виктор Кулаков — Николай Баландин
- Степан Крылов — Журба
- Александр Кепинов — Мурадов
- Ага-Рза Кулиев — Кулиев
- Николай Крючков — Николай Гусев (нет в титрах)

## Создание фильма
Сталину, который лично курировал советский кинематограф, очень понравился фильм Джона Форда «Потерянный патруль» (1934). Он часто вмешивался в процесс создания фильмов, но обычно руководствовался не личными пристрастиями, а общими идеологическими принципами. В данном случае Сталин заказал начальнику Главного управления кинофотопромышленности Борису Шумяцкому советскую версию фильма.
Фильм снимался в феврале—августе 1936 года в пустыне Каракум, в 15 км от Ашхабада.
Единственную женскую роль сыграла Елена Александровна Кузьмина, которая после работы над фильмом стала супругой Михаила Ромма.
Работу Ромма можно назвать одним из первых советских «пустынных фильмов» или истернов (фильмы о борьбе с басмачами). В 1943 году на ее основе Золтан Корда снял фильм «Сахара» с Хамфри Богартом.